# Placówka Straży Granicznej I linii „Żmijowiec”

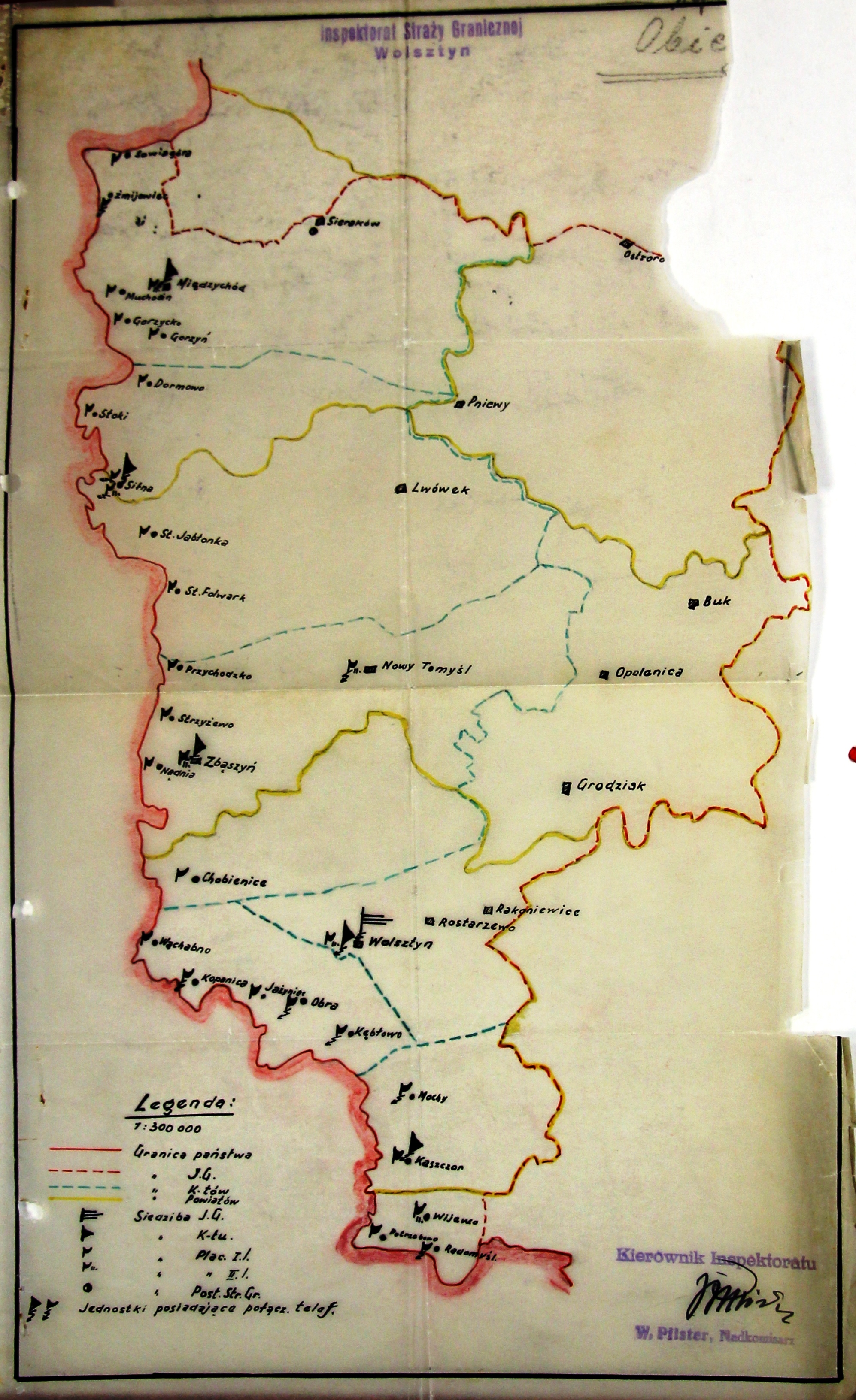
Szkic Inspektoratu Granicznego „Wolsztyn”

Placówka Straży Granicznej I linii „Żmijowiec” – jednostka organizacyjna Straży Granicznej pełniąca służbę ochronną na granicy polsko-niemieckiej w okresie międzywojennym.

## Formowanie i zmiany organizacyjne
Rozporządzeniem Prezydenta Rzeczypospolitej Polskiej Ignacego Mościckiego z 22 marca 1928 roku, do ochrony północnej, zachodniej i południowej granicy państwa, a w szczególności do ich ochrony celnej, powoływano z dniem 2 kwietnia 1928 roku  Straż Graniczną.
Do 1928 funkcjonował komisariat „Świechocin” z podkomisariatem „Międzychód”. Już 15 września 1928 dowódca Straży Granicznej rozkazem nr 7  w sprawie organizacji Wielkopolskiego Inspektoratu Okręgowego podpisanym w zastępstwie przez mjr. Wacława Szpilczyńskiego zmieniał miejsce postoju komisariatu Świechocin na  Międzychód. Placówka Straży Granicznej I linii „Żmijowiec” znalazła się w jego strukturze.

## Służba graniczna
Placówka w 1936 roku mieściła się w Gromadzie Nadleśnictwa Międzychód, numer domu 13. Ochraniała odcinek długości 6.620 km. Placówka posiadała telefon (nr 72).
Sąsiednie placówki:
- placówka Straży Granicznej I linii „Sowia Góra” ⇔ placówka Straży Granicznej I linii „Muchocin” − 1928[3]